# Горно-Алтайська автономна область
Горно-Алтайська автономна область (Горно-Алтайська АО) — адміністративно-територіальна одиниця РРФСР, що існувала в 1948 — 1991 роках.
Адміністративний центр — місто Горно-Алтайськ.

## Історія
- 1 червня 1922 з Алтайської губернії була виділена Ойратська автономна область з центром у місті Улала.
- 25 травня 1925 року Постановою ВЦВК СРСР утворено Сибірський край, до складу якого було включено Ойратську АО.
- 30 липня 1930 року Постановою ВЦВК СРСР Сибірський край розділений на два краї — Західно-Сибірський і Східно-Сибірський. Ойратского АТ була включена до складу Західно-Сибірського краю.
- 2 березня 1932 року Ойратська АО перейменована на Ойротську автономну область.
- В 1937 році Ойротська АО була включена до складу Алтайського краю.
- 7 січня 1948 року Указом Президії Верховної Ради СРСР Ойротська АО була перейменована на Горно-Алтайську автономну область.

На цей момент до складу Горно-Алтайської АО входили наступні райони (аймаки):
1. Кош-Агацький — центр с. Кош-Агач
2. Майминський — центр с. Майма
3. Онгудайський — центр с. Онгудай
4. Турочацький — центр с. Турочак
5. Улаганський  — центр с. Усть-Улаган
6. Усть-Канський — центр с. Усть-Кан
7. Усть-Коксинський — центр с. Усть-Кокса
8. Чойський — центр с. Чоя
9. Шебалінський — центр с. Шебаліно
10. Елекмонарський — центр с. Елекмонар

- 28.09.1956 скасовано Чойський аймак.
- 30.03.1962 скасовано Елекмонарський аймак.
- В 1963 році замість аймаків прийнято написання «райони».
- 1.02.1963 скасовані Усть-Коксинський і Шебалінський райони.
- 4.03.1964 відновлено Усть-Коксинський район.
- 13.01.1965 відновлено Шебалінський район.
- 20.10.1980 відновлено Чойський район.

- 25 жовтня 1990 року Горно-Алтайська АО проголосила суверенітет і підвищення статусу до АРСР[2].
- 15 грудня 1990 року Горно-Алтайська АО вийшла зі складу Алтайського краю, що було узаконено Другим з'їздом народних депутатів РРФСР, які внесли зміни до Конституції РРФСР, за якими автономні області виводилися з складів країв, куди входили[3].
- 3 липня 1991 року Верховна Рада РРФСР,, «відповідно до рішення Ради народних депутатів Горно-Алтайської АО», прийняла закон про перетворення Горно-Алтайської АО на Горно-Алтайську Радянську Соціалістичну Республіку у складі РРФСР[4] і вніс в російську конституцію відповідну поправку , одночасно передавши її на затвердження З'їзду народних депутатів РРФСР.
- 8 лютого 1992 року Верховна Рада Горно-Алтайської РСР прийняла постанову про перейменування республіки в Республіку Гірський Алтай[5].
- 21 квітня 1992 З'їзд народних депутатів Росії вніс положення про Республіці Гірський Алтай в конституцію РРФСР. Поправка набрала чинності з моменту опублікування 16 травня 1992 року в «Російській газеті»[6].
- 7 травня 1992 року Верховна Рада Республіки Алтай прийняв постанову про перейменування Республіки Гірський Алтай на Республіку Алтай [9] [1]. У діючу тоді Конституцію РФ зміни внесені не були і нову назву республіки було відображено лише в Конституції РФ 1993 року.